# Pierre Huber
Ne doit pas être confondu avec Pierre Antoine François Huber ou Pierre Huber (galeriste).
Pour les articles homonymes, voir Huber.
 (juillet 2016).
Pierre Huber, né le 19 janvier 1777 à Genève et mort le 22 décembre 1840 à Yverdon-les-Bains, est un entomologiste suisse. Fils de François Huber, il est l'auteur de nombreuses monographies sur les insectes. 

## Biographie
Pierre Huber a fait certains des dessins qui illustrent les Nouvelles observations sur les abeilles de son père. C'est lui qui a rassemblé les matériaux qui ont conduit à la publication du second volume de cet ouvrage.

## Postérité
Darwin cite ses observations au chapitre VII de L'Origine des espèces. Cf. en particulier, édition 1859, p. 208: "A little dose, as Pierre Huber expresses it, of judgment or reason, often comes into play, even in animals very low in the scale of nature."

## Œuvres
- Mémoire sur les bourdons, 1802.
  - « Observations on several species of the genus Apis, known by the name of humble-bees, and called bombinatrices by Linnaeus », dans Transactions of the Linnean Society, vol. 6, Londres, 1802, p. 214-298. — Les deux versions, française et anglaise (traduction d'Andreas Bertsch), se suivent avec une pagination continue.
- Recherches sur les mœurs des fourmis indigènes, 1810.
  - The natural history of ants, trad. J. R. Johnson, 1820
- « Mémoire pour servir à l’histoire de la chenille du hamac, Tinea harisella Linnaei, oecophore de Latreille », dans Mémoires de la Société de physique et d’histoire naturelle de Genève, 7 (1836), p. 121-160.
- Notice sur la mélipone domestique : abeille domestique mexicaine, Société de physique et d'histoire naturelle de Genève, 1839, 26 p.